# Pomnik Pamięci Łódzkich Rewolucjonistów – Bojowników o Wolność
Pomnik Pamięci Łódzkich Rewolucjonistów – Bojowników o Wolność – kamień pamiątkowy poświęcony pamięci łódzkich uczestników Rewolucji 1905 roku pomordowanych w tym miejscu w latach 1905-1908.

## Opis
Pomnik powstał w wyniku uchwały Rady Miejskiej w Łodzi z dnia 19 września 2018 r. Trzy głazy ulokowano na Wzgórzu Niepodległości znajdującym się w miejscu dawnej rosyjskiej strzelnicy wojskowej, będącej w latach 1906-1908 miejscem straceń skazanych na śmierć przez carskie sądy. W latach dwudziestych XX w., podczas ekshumacji, wydobyto tu szczątki 68 osób. Oficjalnie, według danych urzędowych, pochowano w tym miejscu ponad stu osób – głównie z więzienia przy ul. Długiej (obecnie siedziby Muzeum Tradycji Niepodległościowych w Łodzi).